# Kurt Wais
Kurt Wais (* 9. Januar 1907 in Stuttgart; † 13. September 1995) war ein deutscher Romanist, Germanist und Komparatist.

## Leben und Werk
Wais, Sohn des Journalisten Gustav Wais studierte von 1925 bis 1931 in Tübingen und wurde 1925 Mitglied der Verbindung Normannia Tübingen. Er promovierte in Tübingen bei Gerhard Rohlfs über Henrik Ibsen und das Problem des Vergangenen im Zusammenhang der gleichzeitigen Geistesgeschichte (Stuttgart 1931) und habilitierte sich für vergleichende Literaturwissenschaft und Romanische Philologie über Das antiphilosophische Weltbild des französischen Sturm und Drang 1760–1789 (Berlin 1934). Wais war Mitglied im Kampfbund für deutsche Kultur und später „NSDAP-Parteianwärter“. 1936/37 vertrat er den Lehrstuhl für Romanische Philologie an der Universität Halle. Von 1939 bis 1942 war er außerordentlicher Professor in Tübingen, von 1942 bis 1945 ordentlicher Professor in Straßburg. Von 1946 bis 1952 war er Lehrbeauftragter in Tübingen, Stuttgart und Bamberg. Von 1952 bis 1954 war er Gastprofessor in Tübingen. Ab 1954 war er ebenda außerordentlicher Professor, zuerst für Vergleichende Literaturwissenschaft, ab 1958 auch für Romanische Philologie.  Von 1961 bis 1975 war er an der Universität Tübingen ordentlicher Professor für Romanische Philologie und Vergleichende Literaturwissenschaft.

## Schriften
Monographien
- Das Vater-Sohn-Motiv in der Dichtung, 2 Bde., Berlin 1931
- Henrik Ibsens Wirkung in Spanien, Frankreich, Italien, Braunschweig 1933
- Mallarmé. Ein Dichter des Jahrhundert-Endes, München 1938, 2. erweiterte Auflage 1952
- Frühe Epik Westeuropas und die Vorgeschichte des Nibelungenliedes. Bd. 1. Die Lieder um Krimhild, Brünhild, Dietrich u. ihre frühen ausserdeutschen Beziehungen, Tübingen 1953
- Zwei Dichter Südamerikas. Gabriela Mistral. Rómulo Gallegos, Berlin/Neuwied 1955
- An den Grenzen der Nationalliteraturen. Vergleichende Aufsätze, Berlin 1958
- Französische Marksteine von Racine bis Saint-John Perse, Berlin 1958
- Der Erzähler Italo Svevo. Werke und Rezeption, Krefeld 1965
- Europäische Literatur im Vergleich. Gesammelte Aufsätze, hrsg. von Johannes Hösle, Dieter Janik und Wolfgang Theile, Tübingen 1983

Herausgeberschaften
- Doppelfassungen französischer Lyrik von Marot bis Valéry, Halle 1936, 2. neubearbeitete Auflage, Tübingen 1963
- Die Gegenwartsdichtung der europäischen Völker, Berlin 1939
- Forschungsprobleme der Vergleichenden Literaturgeschichte. Internationale Beiträge zur Tübinger Literarhistoriker-Tagung, September 1950, Tübingen 1951, 2. Folge (hrsg. zusammen mit Fritz Ernst) Tübingen 1958
- Der arthurische Roman, Darmstadt 1970 (= Wege der Forschung 157)
- Interpretationen französischer Gedichte, Darmstadt 1970, 2. Auflage 1990